# Тршебич
Трше́бич (Třebíčⓘ, чеськ. Třebíč, нім. Trebitsch) — місто в Чехії, на південному сході краю Височіна. Розташоване на півдні країни, в історичній області Моравія. Лежить на річці Їглаві, лівій притоці річки Диє, за 35 км на південний схід від міста Їглави. Адміністративний центр однойменного округу Тршебич.

## Історія міста

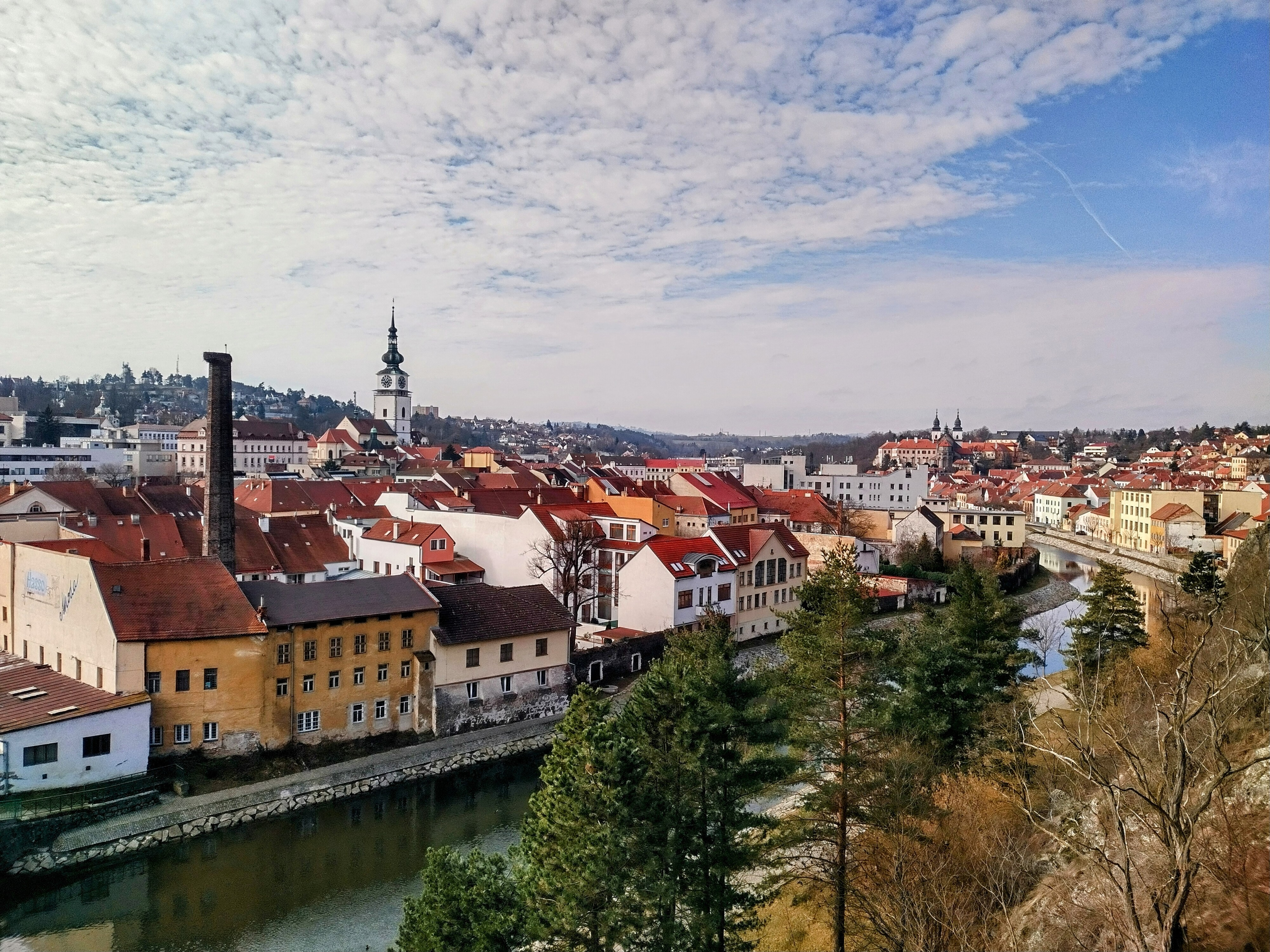
Вид на місто з Масарикового оглядового майданчика

Перша письмова згадка про поселення датується 1277 роком. 1335 року одержало Магдебурзьке право від маркграфа Карла IV, і таким чином отримало право зміцнити міські укріплення. У момент найбільшого свого розвитку, Тршебіч став найважливішим ремісничим центром в Моравії, після Оломоуца і Брно.

## Економіка
В місті розвинута легка (шкіряно-взуттєва і трикотажна) і харчова промисловість, машинобудування і металообробка.

## Визначні пам'ятки
Примітні древній храм Діви Марії і Базиліка Святого Прокопа (1104), вежа (заввишки 75 м) і костел Святого Мартіна (XIII ст.), численні ренесансні будівлі.
Добре зберігся єврейський квартал (колишнє гетто), що включає стару синагогу і одне з найстаріших в Європі єврейських кладовищ. Єврейський квартал і базиліка Святого Прокопа включені в список світової культурної спадщини ЮНЕСКО.

## Галерея

Архітектурні пам'ятки
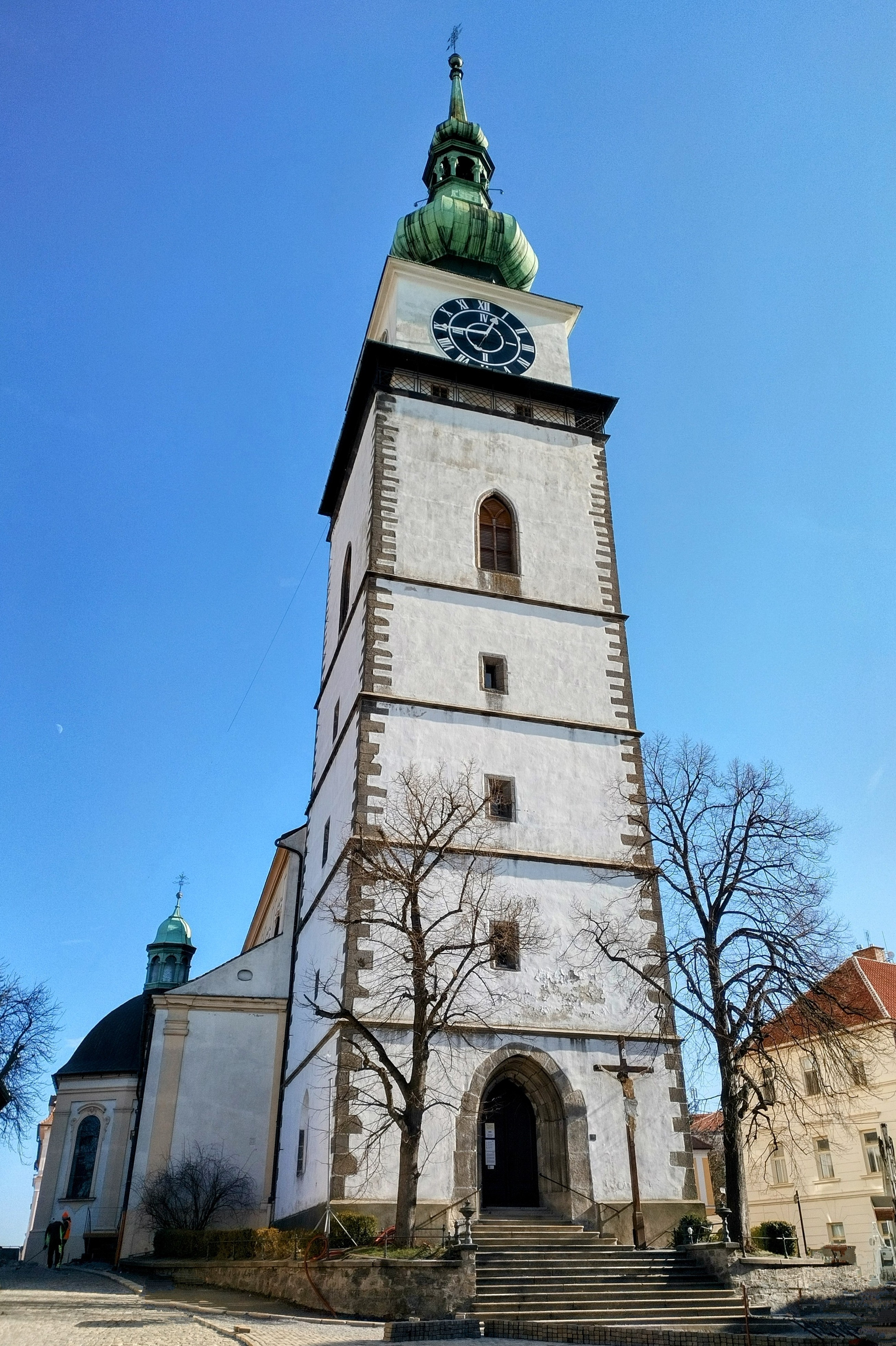
Міська вежа при костелі Св. Мартіна Турського
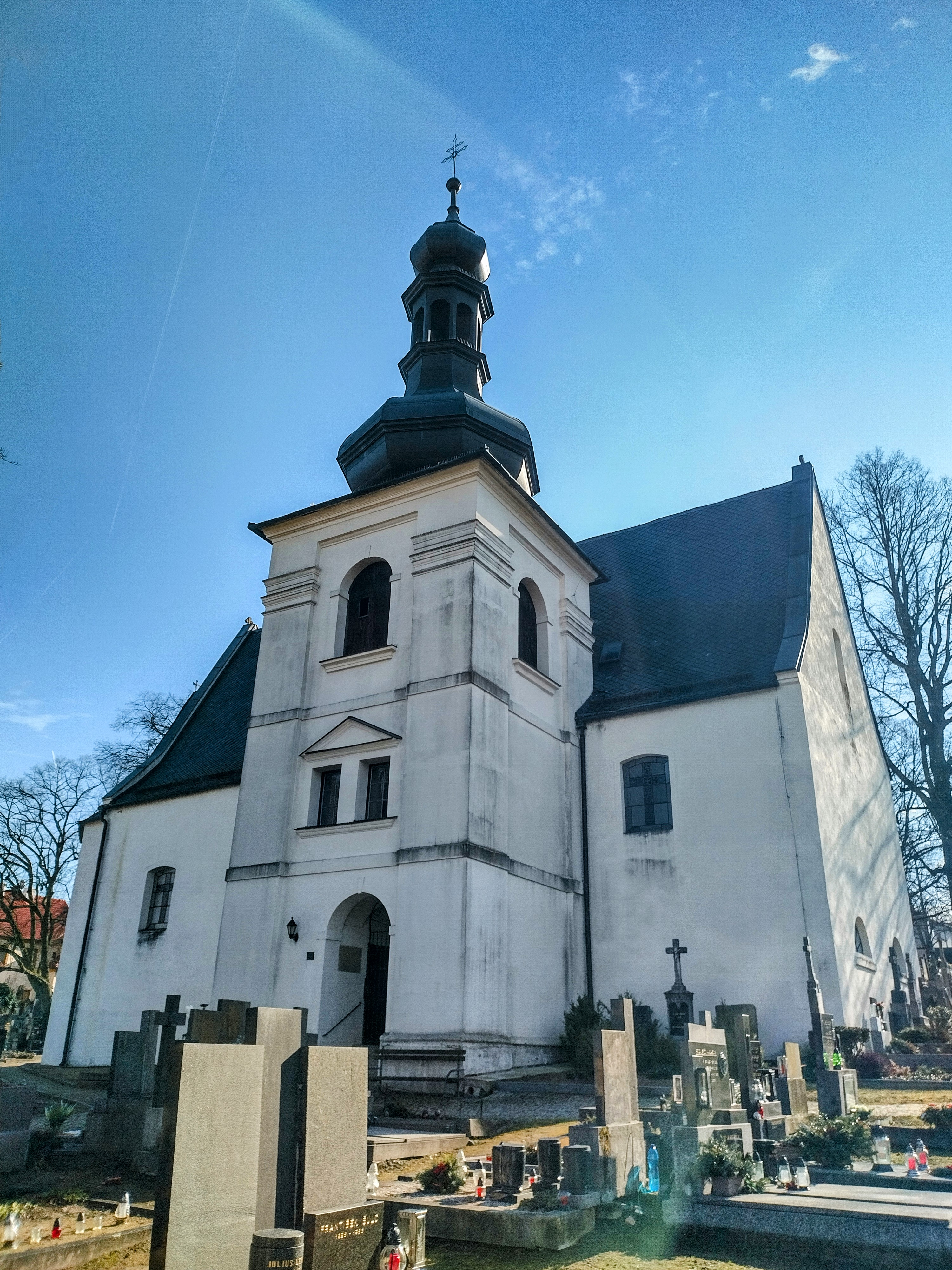
Свято-Троїцька церква на Старому кладовищі
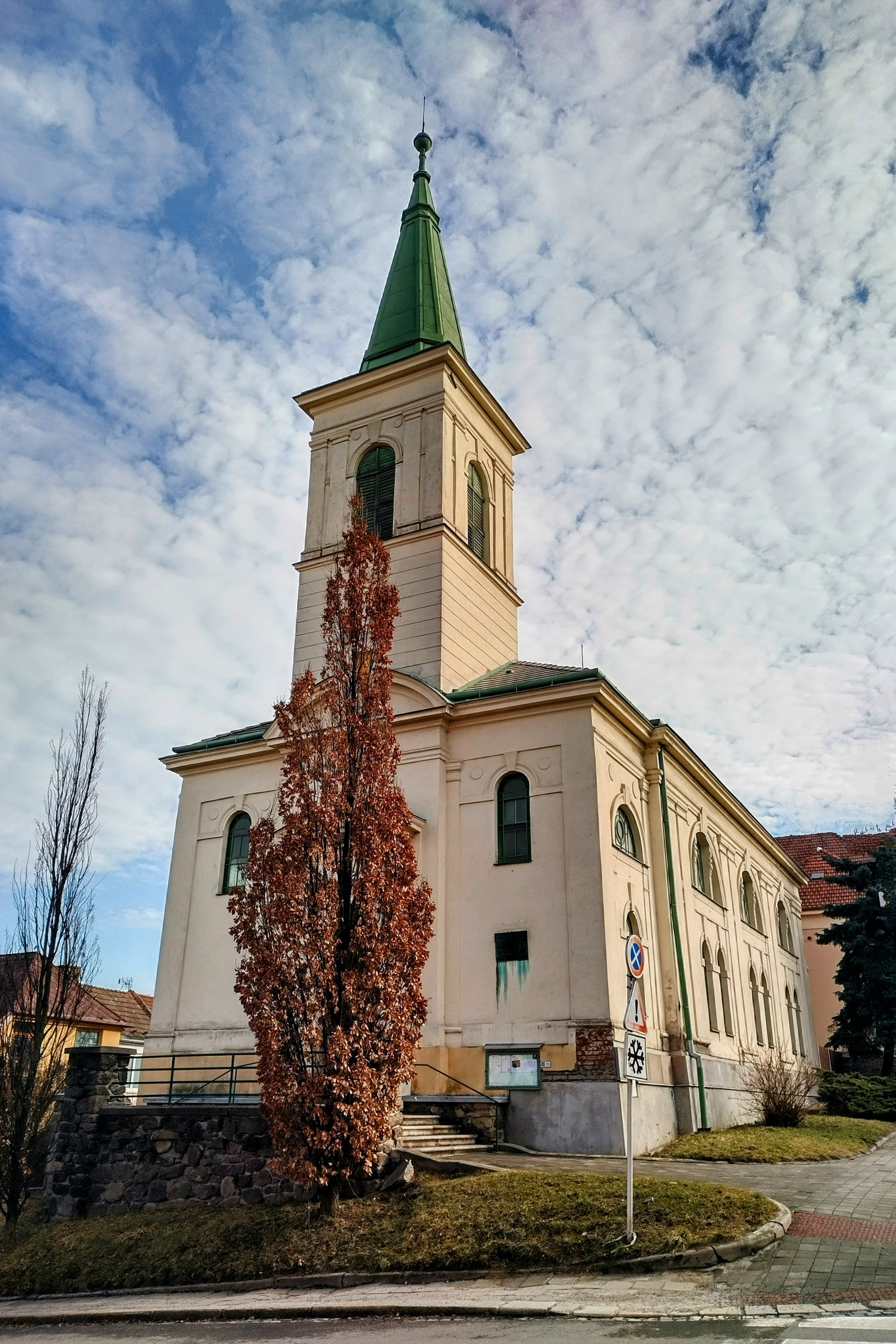
Євангельський костел
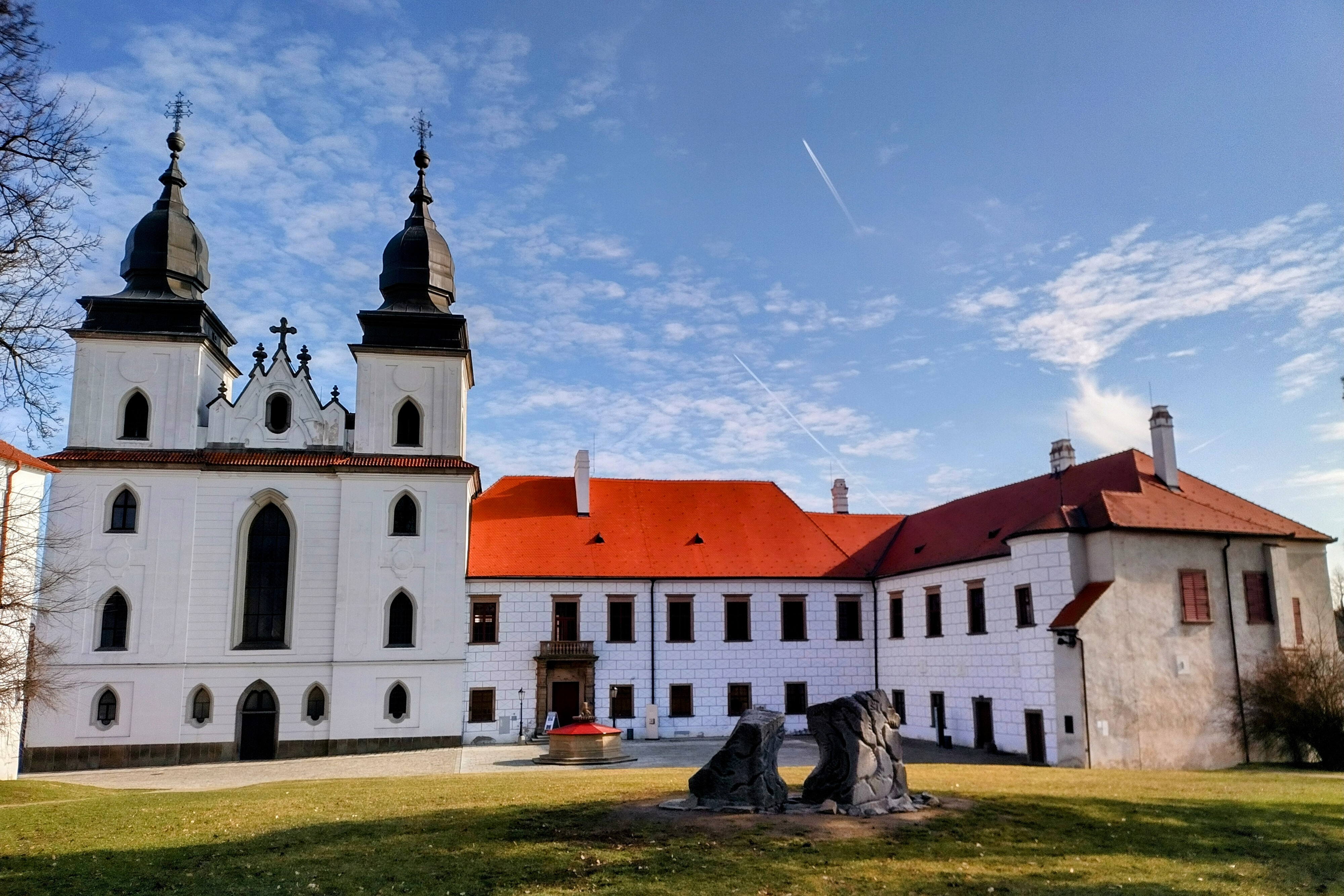
Базиліка Святого Прокопа та музей краю Височина
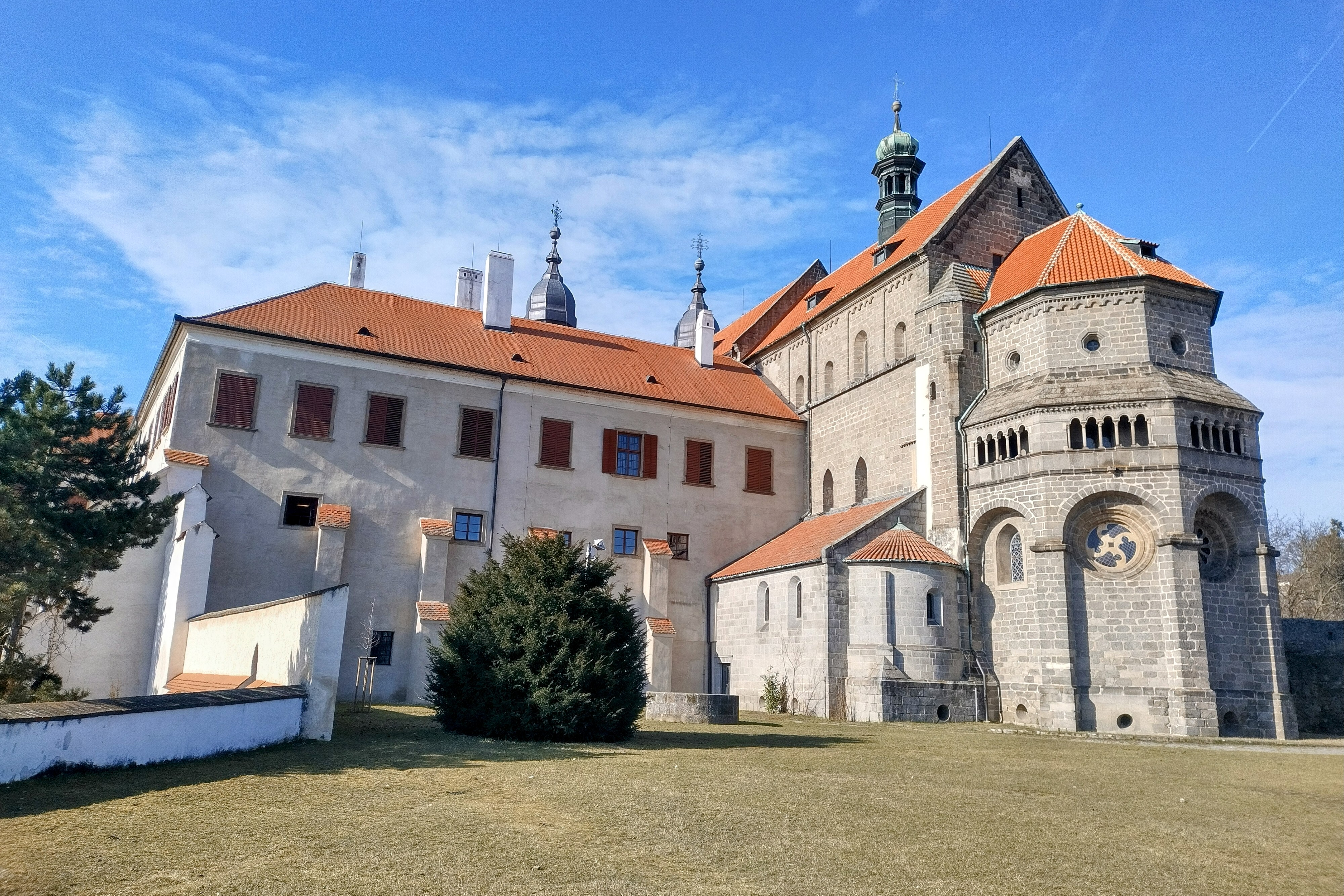
Вид на базиліку Св. Прокопа з Бенедиктинського саду лікарських трав
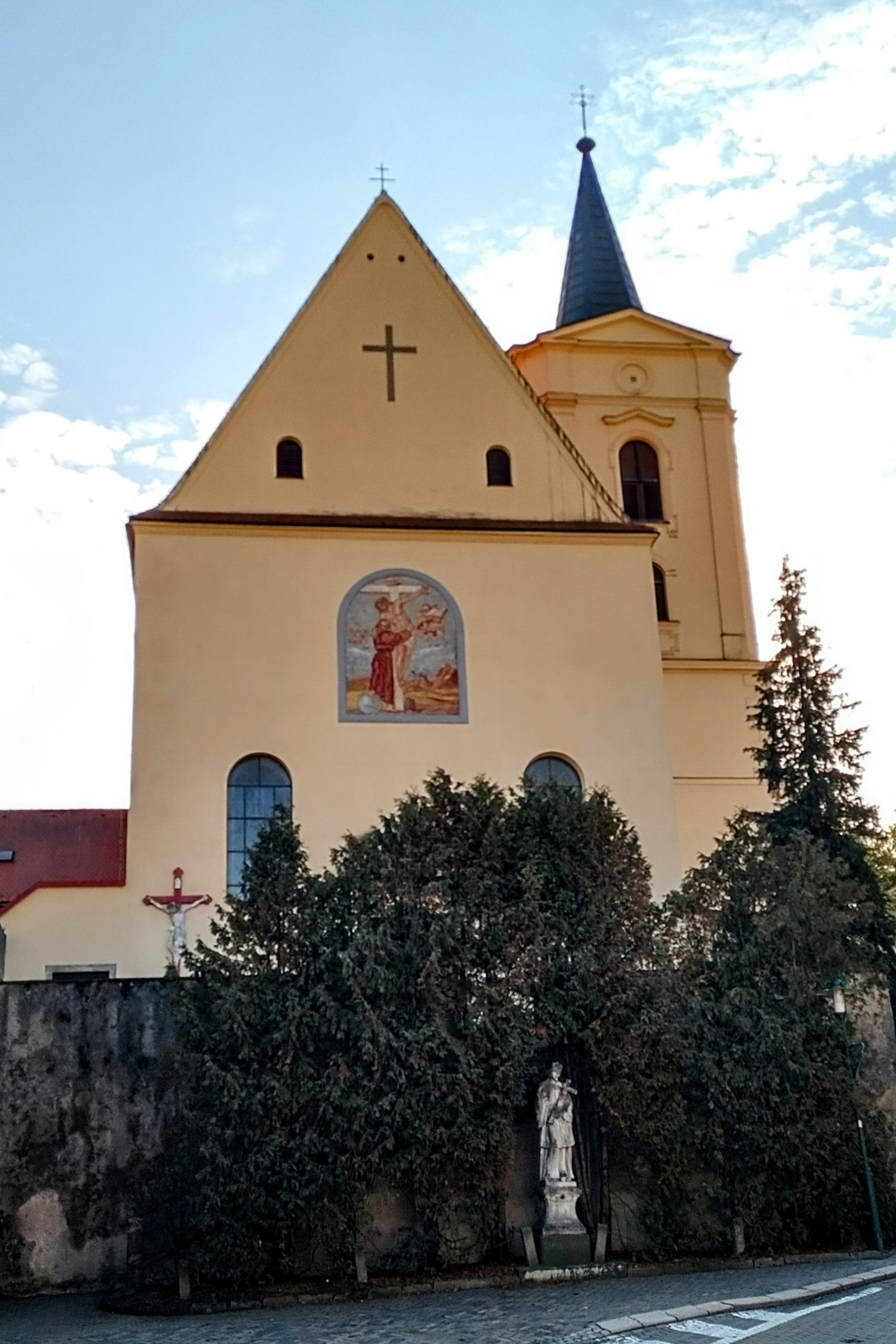
Костел Преображення Господнього
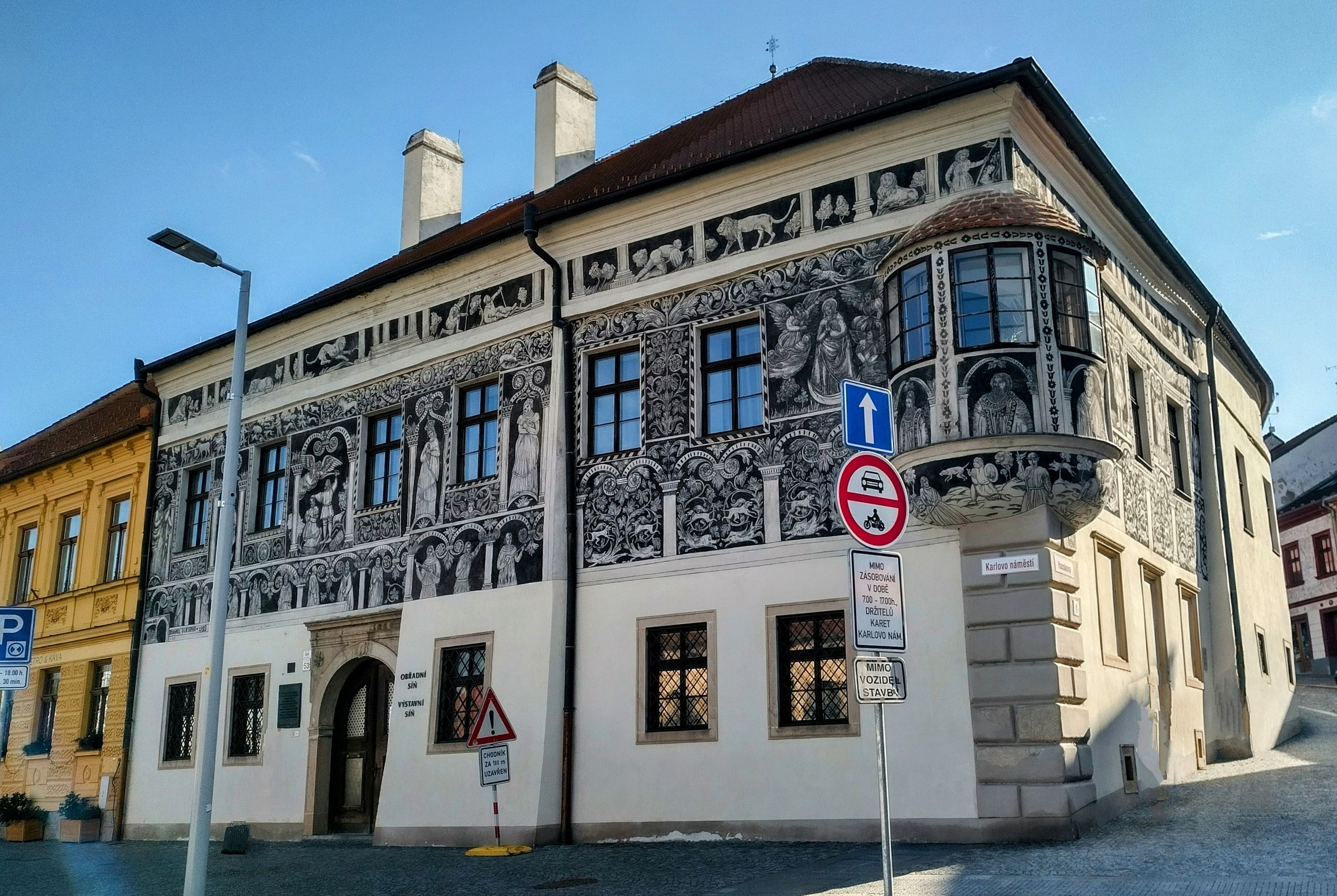
Мальований будинок
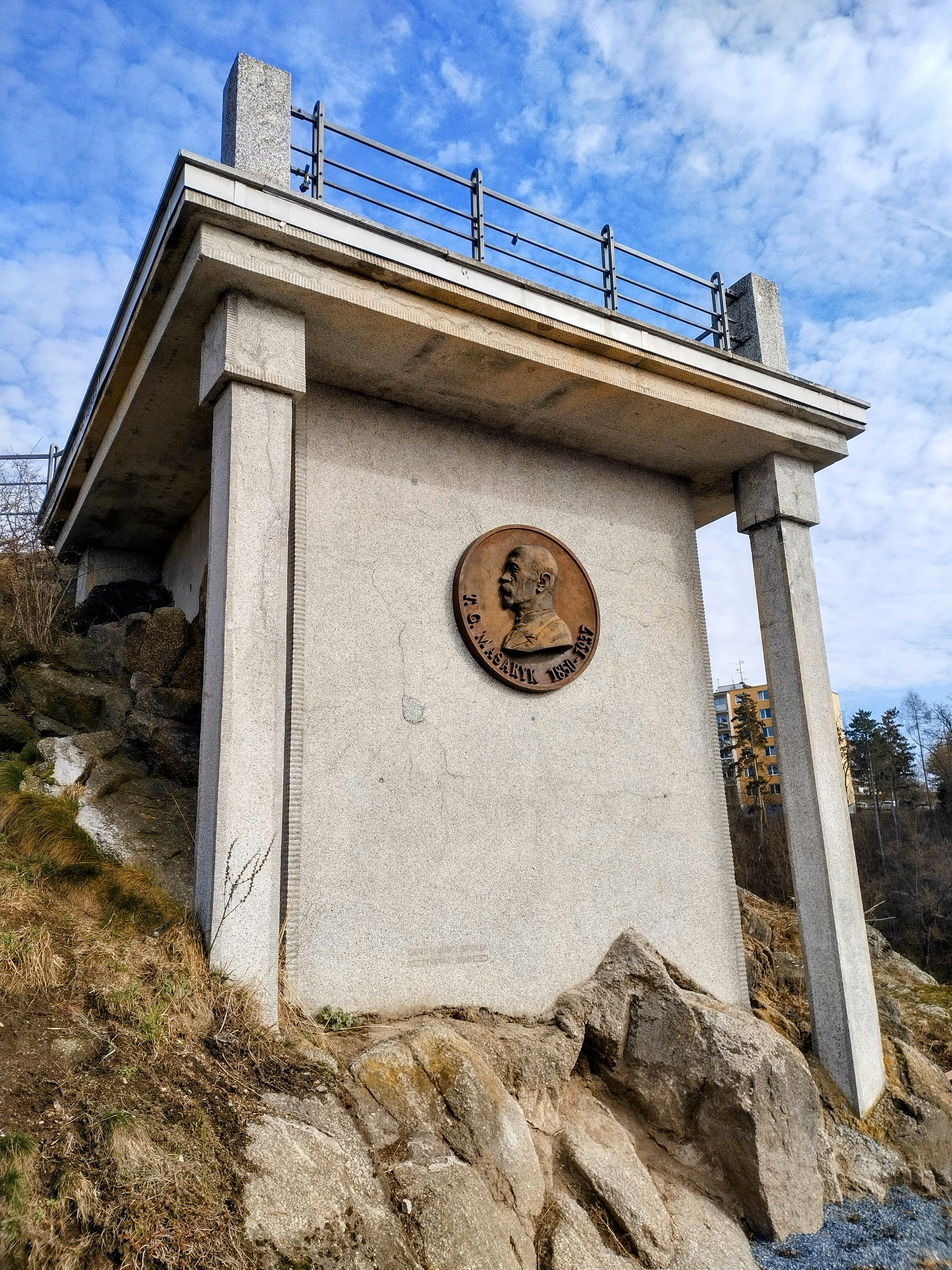
Масариковий оглядовий майданчик

Пам'ятники і меморіальна дошка
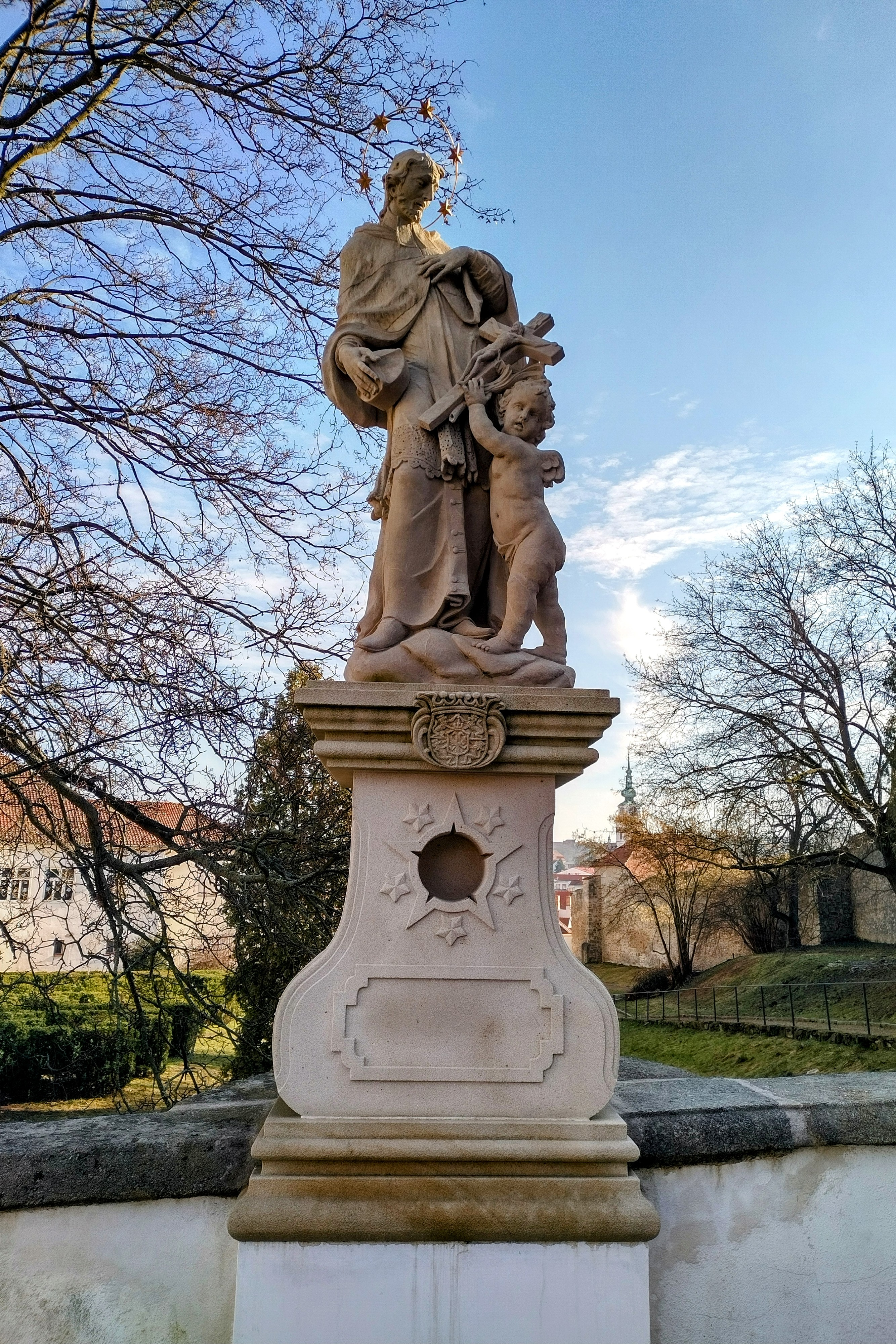
Яну Непомуцькому біля базиліки Св. Прокопа
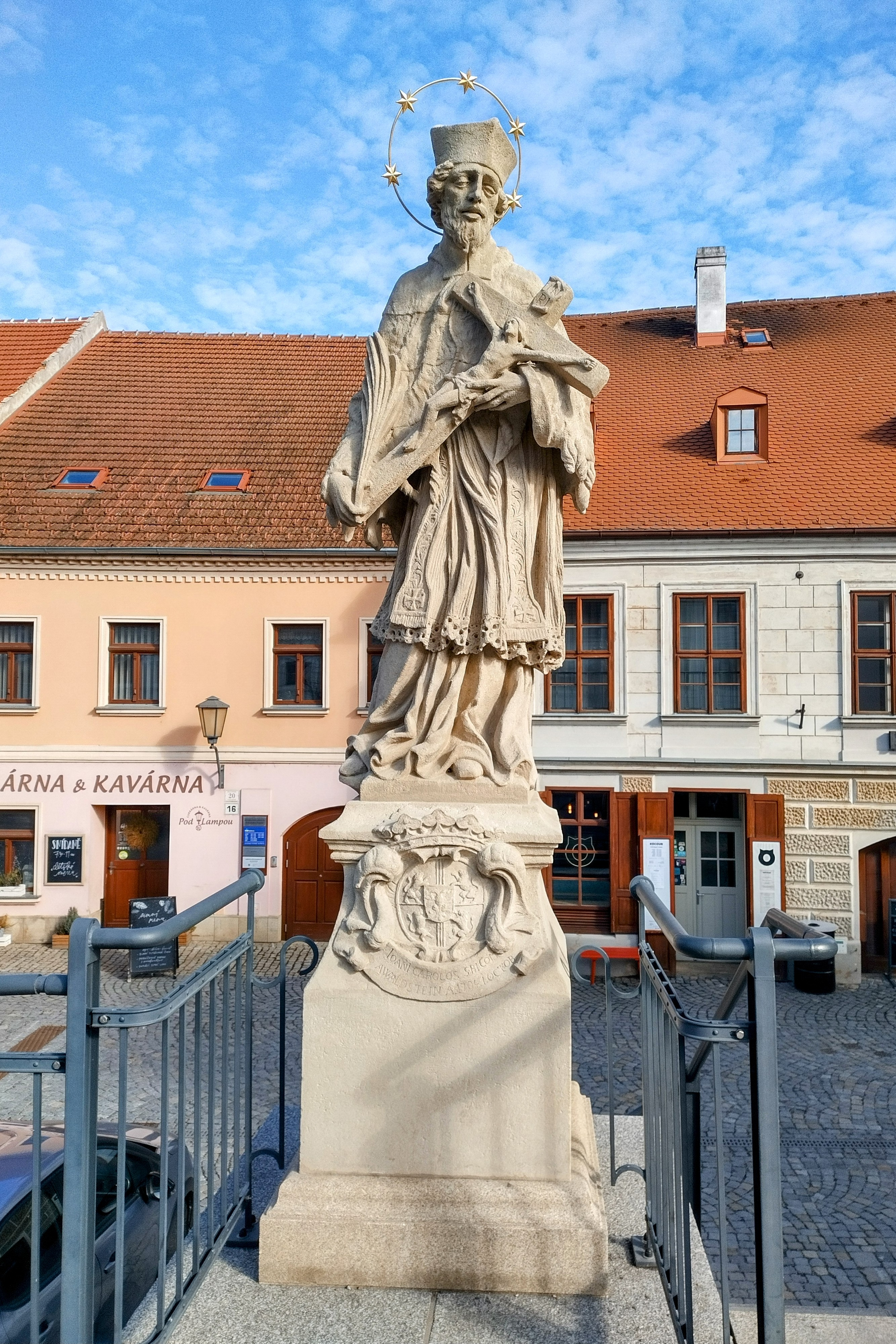
Яну Непомуцькому на Жеротинській площі
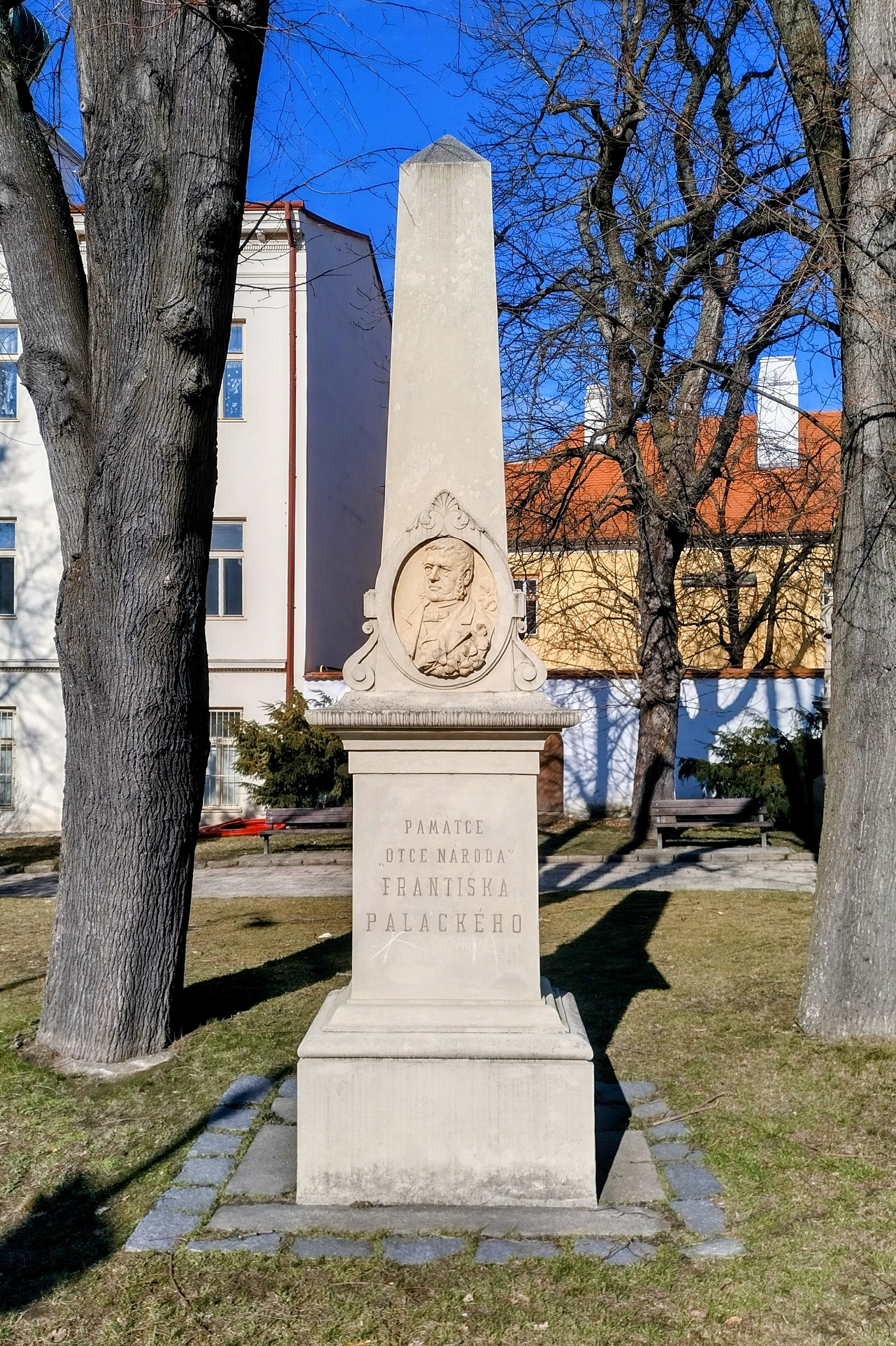
Франтішеку Палацькому
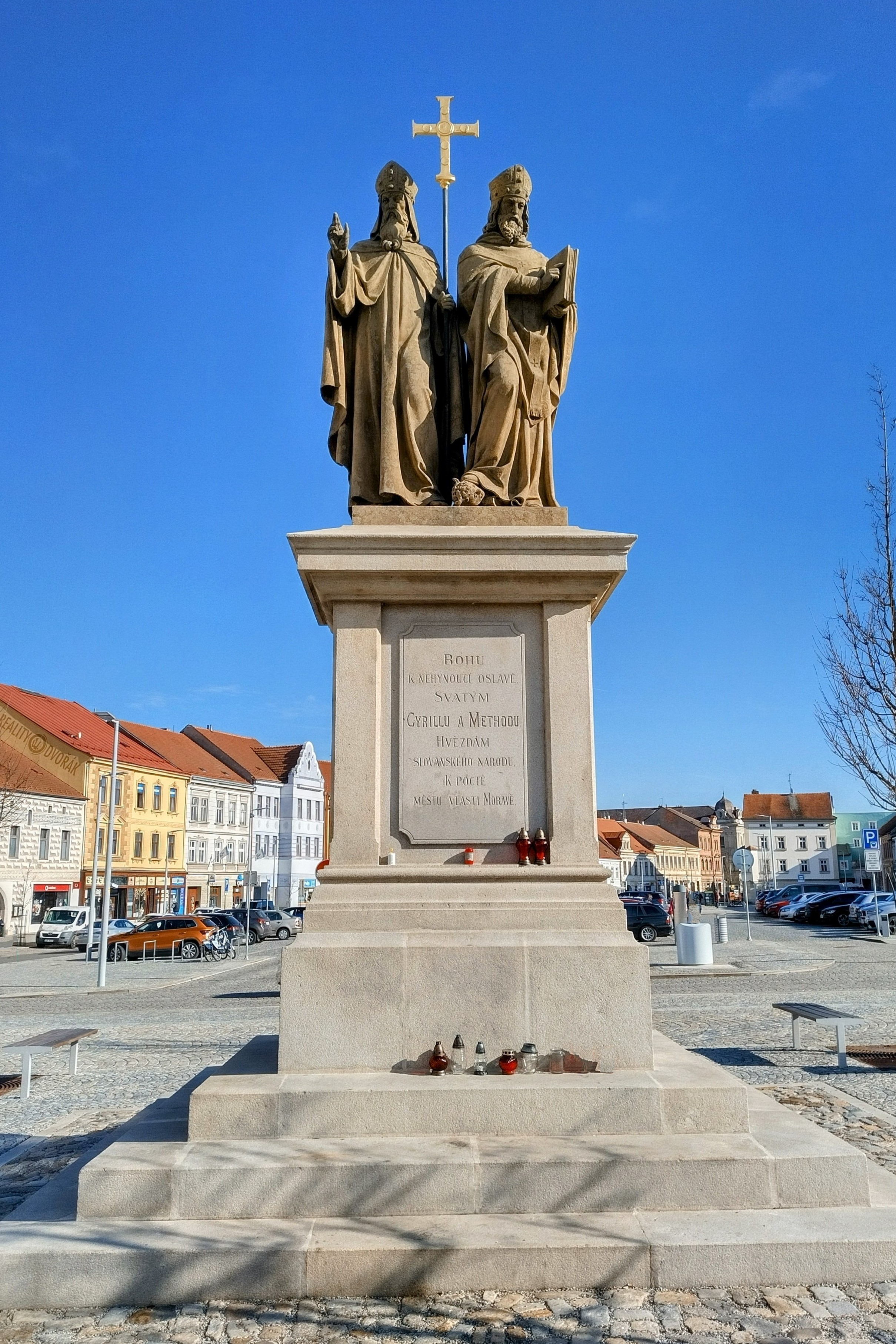
Святим Кирилу і Мефодію
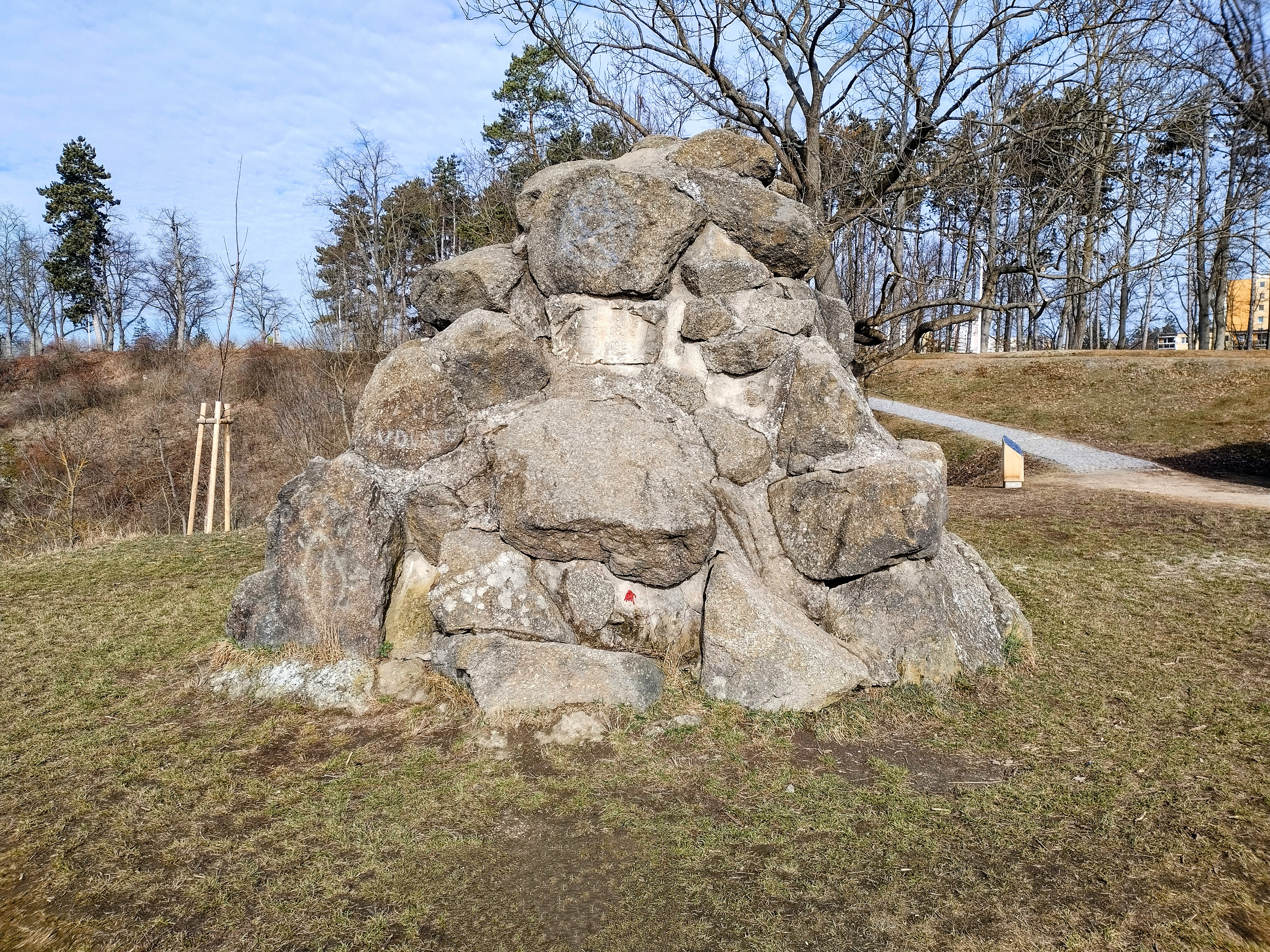
Курган "Жижкова могила"
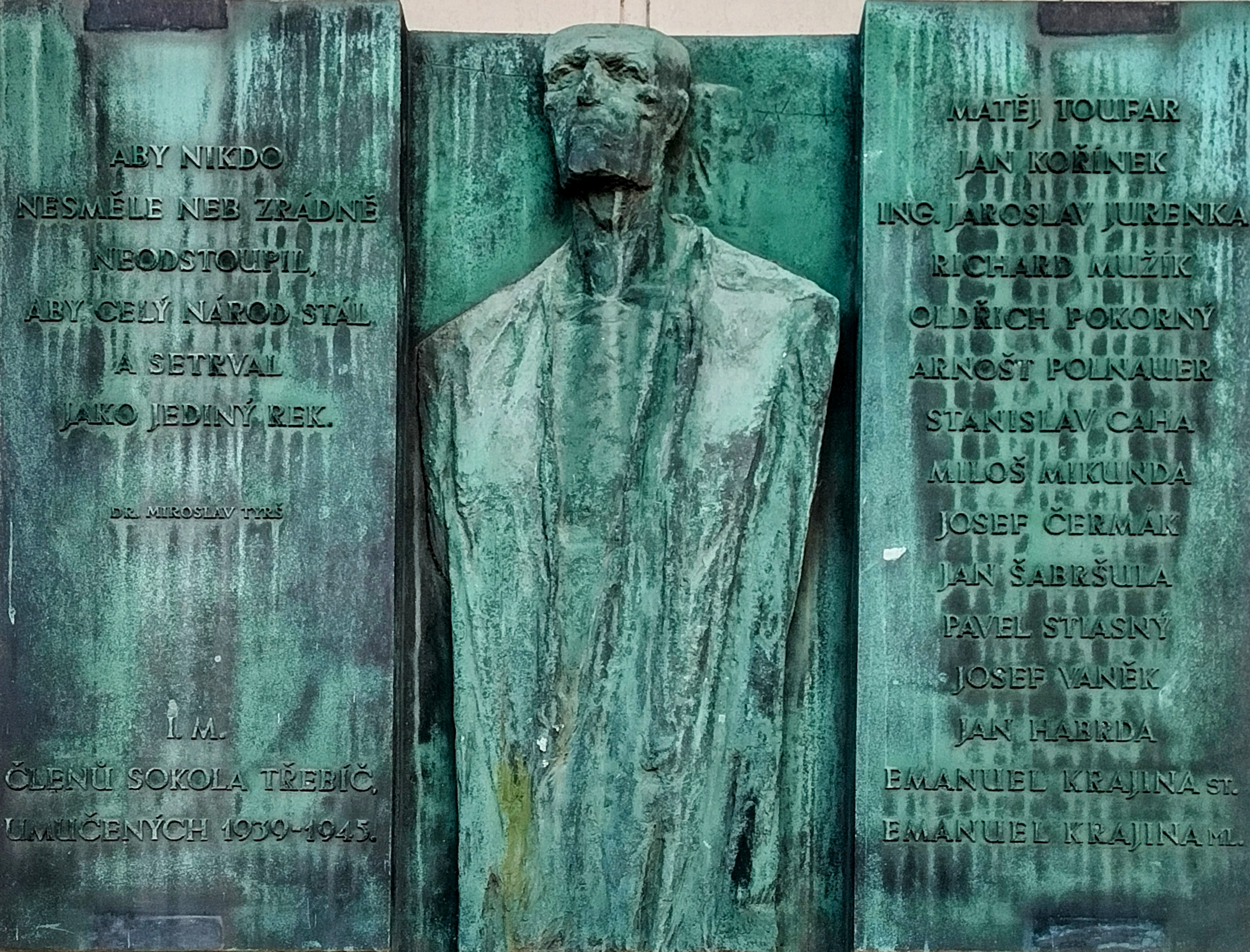
Меморіальна дошка членам "Соколовні" закатованим у 1939-1945 роках
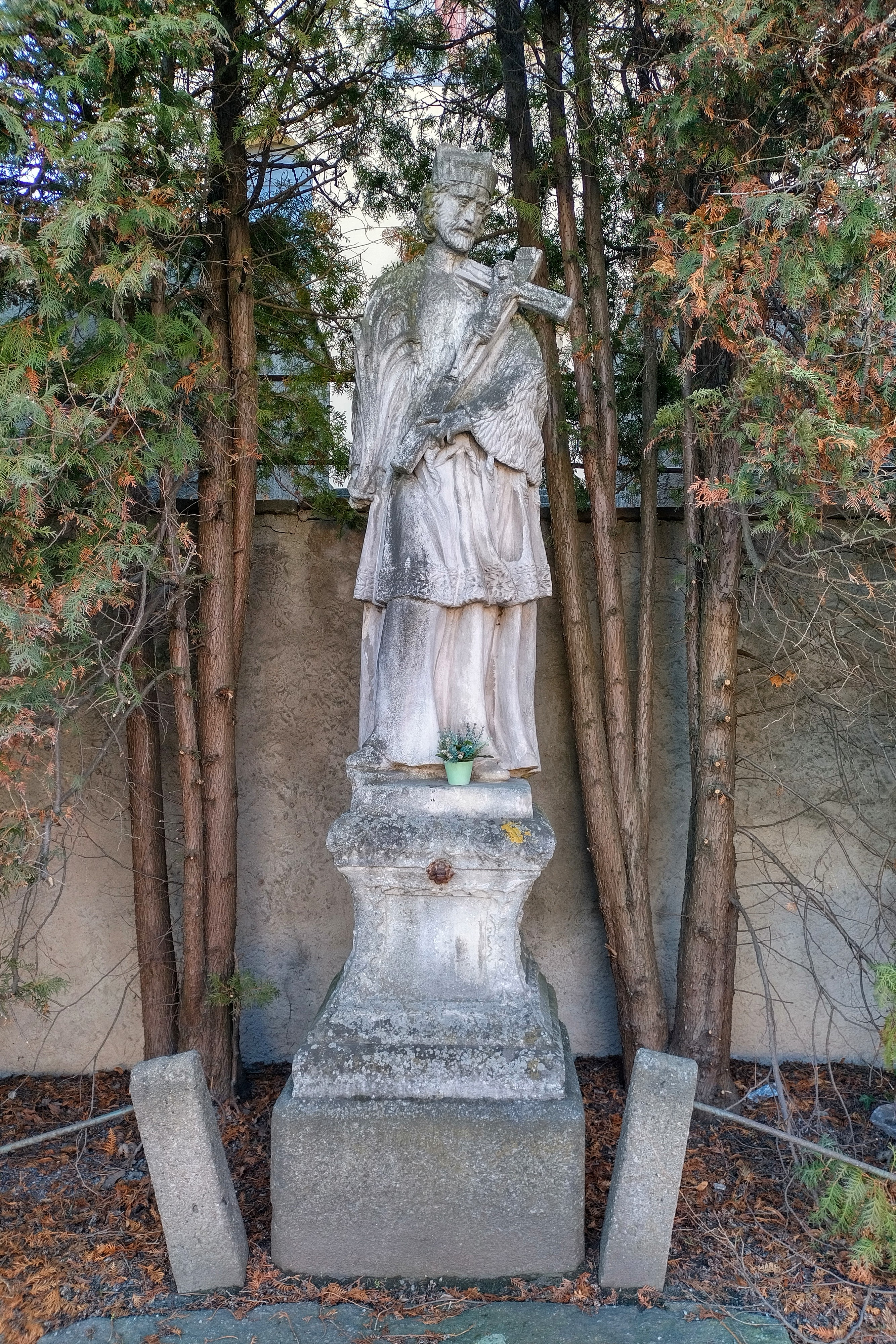
Яну Непомуцькому перед костелом Преображення Господнього

## Видатні особистості
Тут народився дворазовий володар кубка Стенлі Патрік Еліаш.

## Міста-партнери
- Ошац (Саксонія), Німеччина
- Лілієнфельд, Австрія
- Гуменне, Словаччина